# Nico van Kampen

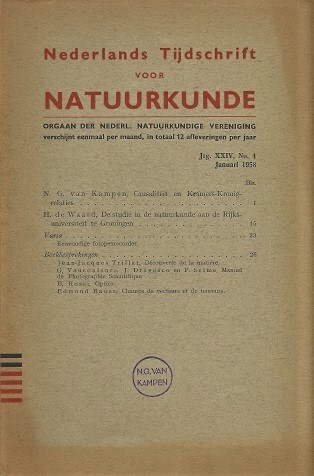
Nederlands Tijdschrift voor Natuurkunde, jaargang XXIV, nr 1, Januari 1958. Uit de bibliotheek van Nico van Kampen met onder meer zijn artikel Causaliteit van Kramers-Kronig-relaties.

Nicolaas Godfried (Nico) van Kampen (Leiden, 22 juni 1921 – Nieuwegein, 6 oktober 2013) was een Nederlandse theoretisch fysicus, die vooral actief was op het gebied van de statistische mechanica en de thermodynamica van niet-evenwichtsprocessen.
Van Kampen studeerde natuurkunde aan de toenmalige Rijksuniversiteit Utrecht, waar hij in 1947 zijn doctoraal behaalde. Zijn promotiewerk verrichtte hij aan het Niels Bohr Instituut in Kopenhagen en in Leiden onder de hoogleraar H.A. Kramers, bij wie hij op 16 januari 1952 promoveerde op het proefschrift Contribution to the quantum theory of light scattering. Hij loste singulariteiten in de kwantummechanische verstrooiingstheorie op, van belang voor Kramers' werk dat later tot de theorie van de renormalisatie leidde.
Na enkele jaren in de groep van S.R. de Groot, de opvolger van Kramers, in Leiden gewerkt te hebben aan irreversibele (onomkeerbare processen), kwam Van Kampen in 1955 bij het Instituut voor Theoretische Fysica van de Rijksuniversiteit Utrecht. Daar werd hij enige jaren later tot hoogleraar werd benoemd, een positie die hij tot aan zijn emeritaat bekleedde.
Van Kampens monografie Stochastic processes in physics and chemistry uit 1981 wordt als een standaardwerk beschouwd.
Zijn in 2002 uitgebrachte boek Waanwetenschap, waarin Van Kampen de vloer aanveegt met wat in zijn ogen pseudowetenschap is, kreeg een gemengde ontvangst, en een vijftal hoogleraren, onder wie Vincent Icke, Floris Takens en Dennis Dieks, schreef een Commentaar op zijn boek.
Van Kampen was een oom van de Nederlandse fysicus en Nobelprijswinnaar Gerard 't Hooft, die hij stimuleerde natuurkunde te gaan studeren in Utrecht. Zelf was Van Kampen een neef van Frits Zernike. Van Kampen was lid van de Koninklijke Nederlandse Akademie van Wetenschappen.

## Publicaties
Onder meer
- proefschrift 1951: Contribution to the quantum theory of light scattering, København, I kommission hos Munksgaard, 1951. Reeks: Mathematisk-fysiske meddelelser, bd. 26, nr. 15
- ca. 1956 met S. J. Bijl: Inleiding Theoretische natuurkunde, Utrecht: Pressa Trajectina, ca. 1956
- 1956-1957: Verstrooiingstheorie, zonder plaats of uitgever, [1956-1957]
- 1959?: Is de natuurkunde een wetenschap?, zonder plaats of uitgever. Rede, Utrecht
- 1960 met de Nederlandse Natuurkundige Vereniging: Proceedings of the International Congress on Many-Particle Problems: Utrecht, June 13-18, 1960, organized by the Nederlandse Natuurkundige Vereniging (Netherlands Physical Society),[Amsterdam]: [Physica Foundations], 1960. Reeks: Physica, Supplement to Physica, deel 26
- 1967 met B. U. Felderhof: Theoretical methods in plasma physics, Amsterdam, North-Holland Pub. Co., 1967
- 1976: Stochastic differential equations, Amsterdam: North-Holland Publ. Co., 1976. Reeks: Physics reports, 24, 3
- 1981: Stochastic processes in physics and chemistry, Amsterdam, Boston, London: Elsevier, 1983, 2007 3e druk
- 1985: Elimination of fast variables, Amsterdam: North-Holland, 1985. Reeks: Physics reports, v. 124, no. 2
- 2000: met Paul Herman Ernst Meijer: Views of a physicist : selected papers of N.G. van Kampen, Singapore; River Edge: N.J., World Scientific, 2000
- 2002: Waanwetenschap, Utrecht: Epsilon Uitgaven, 2002. Reeks: Epsilon uitgaven, 52.
- (Japans) met B. U. Felderhof en Minoru Nishida: プラズマ物理学 / Purazuma butsurigaku (Plasmafysica), uitgever: 紀伊国屋書店, Kinokuniya Bookstore